# Landrase

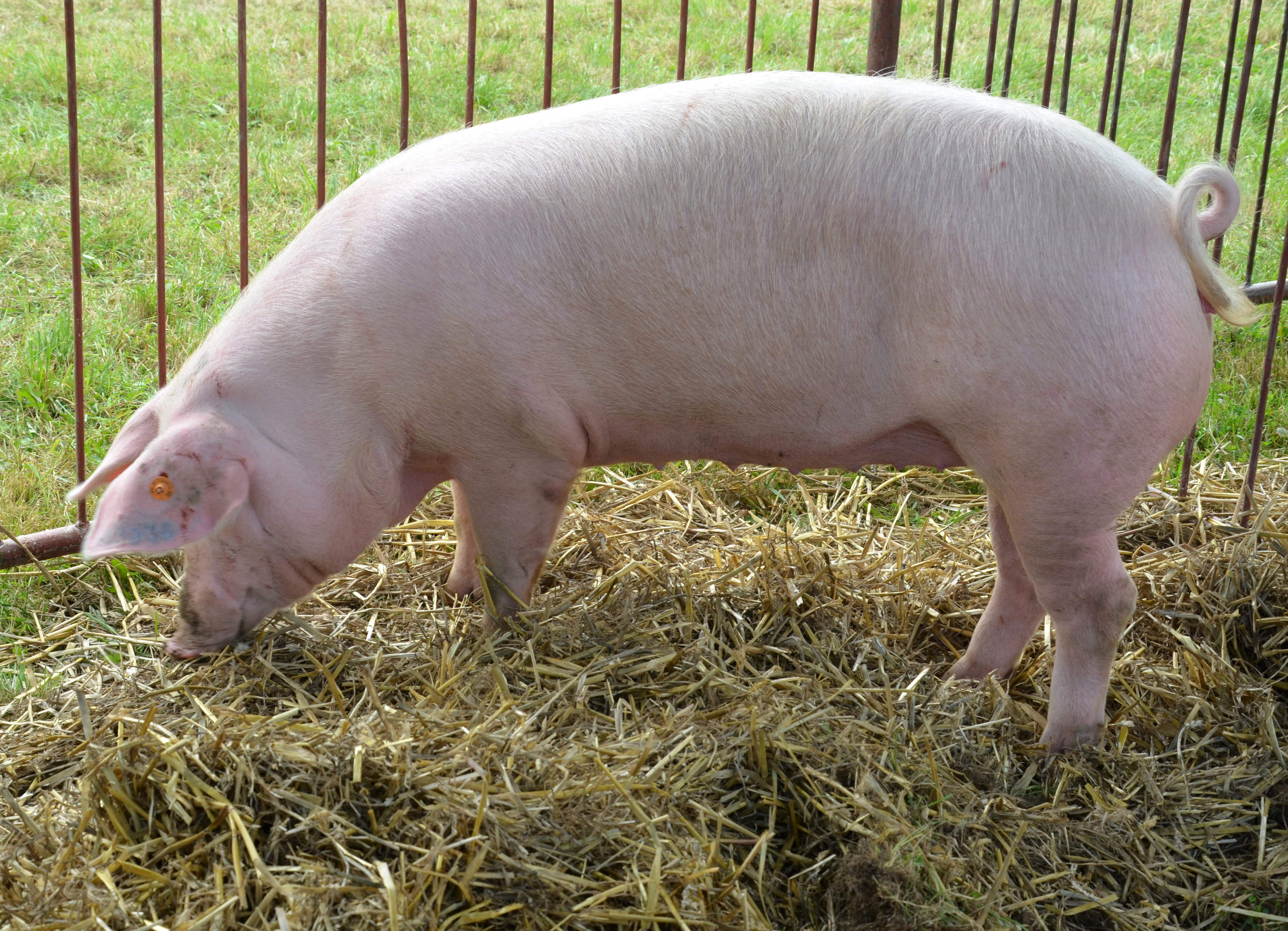
Polská landrase

Landrase je obecné označení pro několik plemen prasat bílé barvy, která se vyznačují dlouhým tělem a klopenýma ušima. Původní landrase pochází z Dánska. Dánská prasata byla následně importována do dalších zemí, kde křížením s místními prasaty vznikla landrase belgická, holandská, švédská, norská, finská, britská.  následně také německá a od 60. let 20. století se chová i česká landrase.
Má o pár žeber navíc.
V jednotlivých zemích se landrase liší užitkovostí i užitkovým typem. Užitkový typ může být trojího druhu: bekonový, masný nebo kombinovaný.